# Sabotatori
Sabotatori (Saboteur) è un film del 1942 diretto da Alfred Hitchcock.

## Trama
Ingiustamente accusato di sabotaggio in una fabbrica dove lavora, Barry Kane riesce a sfuggire alla polizia per dar la caccia al vero sabotatore, un certo Fry.
Durante la fuga, Kane si ritrova nella capanna di un cieco, il quale gli presenta la nipote, Patricia Martin; inizialmente la donna finge di fidarsi di lui, ma in seguito tenta di portarlo dalla polizia. Tuttavia, ben presto Patricia si convince dell'innocenza di Kane.
I due inseguono il vero sabotatore; trasportati da una carovana carica di artisti da circo arrivano in una città del sale disabitata e, successivamente, alla festa di beneficenza in una ricca casa di New York, per giungere infine in cima alla Statua della Libertà. Nonostante gli sforzi del protagonista per aiutarlo, il colpevole cadrà nel vuoto, ma almeno Barry riuscirà a provare la sua innocenza.
Si tratta di un altro soggetto con cui Hithcock vuole mettere il suo talento al servizio della lotta contro il nazismo: mentre stava lavorando al film avvenne l'attacco di Pearl Harbor, che fu il motivo per cui gli USA entrarono nella seconda guerra mondiale.

## Produzione
Selznick decise di vendere il film a un altro studio e concluse un accordo con Frank Lloyd che lo avrebbe prodotto negli Universal Studios, pagando 130.000 dollari più il 10% degli incassi.
Il film fu dunque prodotto da Frank Lloyd e Jack H. Skirball per la Universal Pictures, che lo distribuì.

### Soggetto
Il soggetto è originale di Hitchcock e lui dichiara di aver rielaborato un'idea che gli aveva offerto il suo vecchio amico Charles Bennet.

### Sceneggiatura
Alla sceneggiatura intervennero, insieme ad Hitchcock, Joan Harrison, John Houseman e il giovane scrittore Peter Viertel. Anche la scrittrice Dorothy Parker collaborò offrendo alcune soluzioni veramente spiritose come l'incontro con la carovana di circensi.

### Riprese
La lavorazione incominciò nell'agosto del 1941.

### Luoghi
Il film, come dice Hitchcock stesso, è un itinerario, una corsa da una costa all'altra degli Stati Uniti che il protagonista, Barry Kane, compie per dimostrare la propria innocenza inseguendo e cercando di smascherare il vero colpevole.
L'azione inizia a Glendale, in California, in una fabbrica di aerei militari, dove Barry Kane lavora come operaio e dove avviene l'esplosione; Kane poi ottiene un passaggio da un camionista che lo porta a Springville, nel ranch di Charles Tobin; inseguito dalla polizia si salva saltando in acqua e in fuga è accolto nel cottage di un cieco; in auto con la nipote del cieco, Pat, percorre lunghe strade deserte nella zona di Alabama Hills; ottenuto un passaggio dalla carovana di un circo si fa lasciare nei pressi di Soda City, nella miniera dismessa collocata proprio di fronte alla diga di Boulder, obiettivo di un progettato e imminente nuovo attentato, che sarà sventato da Kane; la parte finale si svolge a New York nella villa lussuosa di Mrs. Sutton, nel Rockfeller Center, nel cantiere navale di Brooklyn, al Radio City Music Hall, infine sulla Statua della Libertà.

### Prima
La prima ebbe luogo il 24 aprile 1942.

## Accoglienza
Malgrado le preoccupazioni del regista, l'uscita del film fu accolta da recensioni della stampa entusiaste e da un successo di pubblico tale che Jack Skirball gli propose di girare un film a sua scelta (sarà poi L'ombra del dubbio).

### Critica
Hitchcock dichiara: «Sabotatori appartiene allo stesso genere di film de Il club dei trentanove, de Il prigioniero di Amsterdam e anche di Intrigo internazionale. Ci troviamo ancora di fronte al MacGuffin, alle manette e a una sceneggiatura-itinerario. Ancora una volta il rischio principale di un film del genere sta nella difficoltà di avere un attore importante.» E continua esponendo le sue perplessità sulla scelta di Robert Cummings nel ruolo del protagonista, attore preparato ma più adatto con la sua aria spensierata alle commedie leggere, che abitualmente interpretava con successo. Anche la protagonista femminile gli era stata imposta dalla produzione ed Hitchcock trovava che non corrispondesse al tipo di donna che aveva in mente. Poco soddisfatto anche dell'attore che interpretava il cattivo, per cui era stato scritturato Otto Kruger, attore che egli riteneva troppo convenzionale in quella parte, che avrebbe preferito far interpretare da un attore solitamente utilizzato in quella del simpatico, per contrappunto.
Il film oggi appare «...un vero deposito di idee»: alcune sono riprese da film precedenti, variate e rinnovate, altre saranno sviluppate in film successivi, altre ancora sono del tutto originali.

### Sequenze memorabili
Alcune sequenze risultano memorabili per come sviluppano il tema della "verità e apparenza" così caratteristico di Hitchcock: 
- Tobin, cervello e motore del gruppo di spie, nel suo ranch appare un innocuo nonno affettuoso in vacanza che accudisce amorevolmente la nipotina;
- il cieco riconosce l'innocenza di Kane contro l'opinione di coloro che vedono;
- la donna barbuta del carrozzone del circo si commuove per l'amore che Pat dimostra al fuggiasco proteggendolo contro tutti: Pat in realtà ha cercato di denunciare Kane alla polizia fino a quel momento, ma quelle parole smascherano la sua meschinità e la convincono a credere finalmente alla sua innocenza;
- la festa di beneficenza pare riunire rispettabili benefattori, cittadini insospettabili: in realtà sono spie antiamericane;
- nella sala cinematografica gli spari nel film proiettato si sovrappongono agli spari veri della spia in fuga.

Altre sequenze s'impongono per la loro spettacolarità: 
- la maestosità simbolica dei luoghi scelti come teatro delle azioni decisive, dalla Statua della Libertà al Radio City Music Hall;
- il salto nel fiume del protagonista in manette;
- l'esplosione iniziale;
- la pistola puntata da dietro una tenda che una sola persona vede.[5]

### Simboli
Nel suo recente libro sui film di Hitchcock, Paul Duncan ipotizza l'uso, in Sabotatori, della simbologia del fuoco e dell'acqua: «È un film di propaganda che usa la forza evocativa dell'acqua e del fuoco per simboleggiare un'alternativa...il simbolo estremo è la fiamma della Statua della Libertà circondata dall'acqua».